# سیارک ۲۲۶۳۲
سیارک ۲۲۶۳۲ (به انگلیسی: 22632 DiNovis، نامگذاری:1998KG64) بیست و دو هزار و ششصد و سی و دومین سیارک کشف شده‌است که در ۲۲ مه ۱۹۹۸ کشف شد.
قدر مطلق سیارک برابر ۱۲.۹ است.